# Studentradion 98,9
Studentradion 98,9, ibland även kallad Uppsala Studentradio, har sedan 1984 sänt närradio över Uppsalaområdet och drivs idag 2015 av drygt hundratalet medlemmar varav majoriteten är studenter.
Grundare av Studentradion 98,9 var ett antal nationer och Uppsala Studentkår. Verksamheten togs sedan över av Kuratorskonventet, som fram till maj 2009 även var Studentradion 98,9:s huvudmän. Idag är Studentradion helt självständig. Studentradion 98,9:s finansiering kommer främst ifrån Uppsala universitet (som tillhandahåller lokaler i Ekonomikum) samt via reklamförsäljning, studiecirklar via Folkuniversitetet och statsbidrag via riksorganisationen Studentradion i Sverige. Samtliga medarbetare arbetar ideellt, förutom stationschefen som är arvoderad. Stationschef 2012–2014 var Ingrid Broman, 2014–2016 Simon Sander, 2016–2018 Oscar Tranberg, 2018–2019 Mårten Andersson, 2019–2020 Erik Wallmark, 2020-2021 Sanna Larsson och 2021-2022 Erika Ansén. Nuvarande stationschef är Caj Loqvist. Studentradion har varit nominerad för priset "Bästa närradio" på Stora radiopriset flera år i rad och har även tagit hem priset både 2014 och 2015.

## Utbildning
Studentradion 98,9 håller tillsammans med Folkuniversitetet internutbildning i både praktiskt och teoretiskt radioskapande med inslag av bland annat radioteknik, intervjuteknik, dramaturgi och redigering. Studentradion 98,9 håller också fristående kurser för gymnasieelever.

## Programmen i Studentradion 98,9
Studentradion 98,9:s tablå läggs på terminsbasis och innehåller ett brett spektrum av genrer.
Generellt sänds kultur- och nöjesprogram tidigare på eftermiddagen varvid samhällsprogram sänds lite senare och kvällen avslutas med renodlade musikprogram. Treminuters studentnyheter sänds varje hel timme med fokus på studenter i Uppsala, Sverige och världen samt Uppsala som stad. Flertalet studentnationer och föreningar såsom Uppsala Politices Studerande och Utrikespolitiska föreningen sänder program för sin nations eller förenings räkning.

### Battle of the Nations
Battle of the Nations är en årlig frågesportsturnering mellan Uppsalas studentnationer som Studentradion 98,9 arrangerar. Programmet kräver omfattande planering och erfarna sändare som är snabbtänka. Därför är det ofta särskilt duktiga sändare som utgör programmets redaktion. Turneringen har sänts på vårterminen sedan 2009. 2009 vann Smålands nation, 2010 vann Gotlands nation och 2011 vann Kalmar nation turneringen.

### Tillsammans med Hillevi och Kat
Tillsammans med Hillevi och Kat är ett relationsprogram som sändes på Studentradion 98,9 från hösten 2011 till början av 2014. Programmet sändes av Hillevi Romild och Katarina Emanuelsson, som tillsammans med en varierande gästpanel varje vecka diskuterade olika relationsfenomen. Från otrohet, till beslutsångest, till syskonkärlek - allt som rör interaktion mellan människor.
På Studentradiopriset 2011 utsåg domaren Kajsa "Ekis" Ekman Tillsammans med Hillevi och Kat till Studentradions Bästa Samhällsprogram 2011.

### Parlör åt Svin
Parlör åt Svin är ett humorbaserat kulturprogram som fokuserar kulturaktuella händelser genom ett konvext humorglas. Under den enigmatiska parollen "P1:s 'P4 Uppland' i P3 på Studentradion 98.9" sänder Parlör åt Svin såväl krönikor om Magnus Bard som skrivarskolor om Bibeln. Redaktionen består sedan 2011 av Björn Sand, Joel Silberstein Hont, Isabelle Berglund, Anton Samuelsson och Johan Palmberg.

### Popmoral
Popmoral är ett av stationens samhällskritiska program. Programmet tar varje vecka upp ett nytt aktuellt tema och diskuterar det ur ett filosofiskt och psykologiskt perspektiv. Exempel på teman som har avverkats är facebook, bloggar, förkväll och tid. Genom intervjuer, krönikor och låtanalyser så ifrågasätts de normer i samhället som ofta tas för givna. Redaktionen består av Ida Persson, Katja Sjöblom, Nils Säfström och Patrik Witkowsky.

### Sen Lunch med PK
Sen lunch med PK är ett inrikespolitisk program från Uppsala Politices Studerande (UPS) som sänder klockan 18:00 varje onsdag på Studentradion 98.9. 
Programmet har fokus på inrikespolitiska frågor så som bristen på studentbostäder, verklighetens folk och facebooks politiska agenda. Vi har debatter med höjdare inom riksdagspartierna och intervjuer med kända politiker så som Carl Bildt, Jan Eliasson. Satir genom imitationer av Carola, Maria Montazami, Lars Leijonborg, Carl Bildt, Mona Sahlin, Maud Olofsson och Maria Wetterstrand förekommer. Programmen görs av "inrikespolitiska nördar som älskar att kolla på Agenda men som drömmer om att slå igenom som standup komiker".

### Norrsken
Norrsken är Norrlands nations egna radioshow. Norrsken är av humorkaraktär och har som slogan att prata "seriöst om oseriösa ämnen och oseriöst om seriösa ämnen." I programmets trailer, från höstterminen 2010, kan man höra Bill Clintons tal till folket där han hävdar att han inte har haft sex med Monica Lewinsky. Detta tal valdes eftersom Norrskens redaktion, likt Clinton
, tycker om att prata seriöst om oseriösa ämnen. Redaktionsmedlemmar genom tiderna är: Kim Holm, Joakim Olsson, Rick Wallbäck, Alexander Johansson, Jakob Jacobsson, Alejandro Soler, Daniel Fjellborg och Maria Engblom

### Kizaa Zaa
Kizaa Zaa hade sin premiär på Studentradion 98,9 oktober 2011 och är Sveriges enda program om musik från Afrika. Redaktionsmedlemmarna består av Kelly Smisk och Robin Folkö som varje vecka koncentrerar sig på någon aspekt av musik från Afrika: olika genrer, händelser, musik via en sorts media et cetera. I augusti 2012 nominerades Kelly Smisk och Kizaa Zaa till årets rookie av Radioakademin. I början av sin fjärde termin vann Kizaa Zaa Bästa Musikprogram 2012 på Studentradion 98,9 av Jenny Seth.

### Anno
Anno sändes på Studentradion 98,9 från hösten 2008 till våren 2011. Programmet fokuserade varje avsnitt på ett år, från 1954 till 2010. I varje program spelades bara musik från året i fråga, och olika populärkulturella och historiska händelserar beskrevs. I den mån det var möjligt berättade även gäster om minnen från de aktuella åren. Annos ambition var att vara både folkbildande och underhållande.
Programmet startades av Katarina Emanuelsson och Naomi Fraser. Hösten 2009 tog Hillevi Romild över efter Naomi Fraser, och sände tillsammans med Katarina Emanuelsson fram till sista programmet i maj 2011.

### Knockout (Tidigare Offside)
Knockout är ett stående sportprogram på Studentradion som aktivt uppdaterar lyssnarna om såväl lokala sporthändelser som stora sportevenemang. Programmet använder sig även mycket av humor och jobbar aktivt för att sprida glädje och breda sin publik, detta genom att till exempel föra diskussioner och bjuda in gäster från både stora och små sporter. Kända gäster i programmet genom tiderna är bl.a. Ola Andersson, Lassi Karonen, Gunilla Svärd och Carl-Johan Ryner. I redaktionen sitter just nu Adam Danielsson och Johan Carlquist.

### Hesa Fredrik
Hesa Fredrik är ett retorik- och litteraturprogram som avhandlar dagsaktuella ämnen med en stor näve humoristisk ironi och en liten smula allvar. Ett av programmets grundstenar är de retoriska analyser som brukar göras av uttalanden och andra mediahändelser. Samt lite bokprat. Andra inslag är debatter, förinspelade krönikor och intervjuer. Redaktionen bestod hösten 2013 av Elinor Ahlborn, Fanny Larsson, Viktor Sandström och Sanna Svanström. Den sista redaktionen bestod av Ellinore Levinsson, Hilda Stenshäll och Elsa Forslund. 

### Kolla kolla
Kolla kolla är ett film- och tv-program som diskuterar aktuella filmer och olika teman, regissörer och troper. Ett återkommande inslag är "Veckans inte bra" där sändarna kommer med ett antitips inom film och tv-mediet. Redaktionen bestod av Clara Dahlgren och Erik Wallmark.

### Studentsnillena
Studentsnillena är ett frågesportprogram som började sända våren 2020. Frågorna varierar, men ett stort fokus ligger kring populärkultur. Ett av programmets mest uppskattade inslag är "Taylor eller Tumblr", där de tävlande ska gissa om ett citat kommer från en Taylor Swift låt eller från hemsidan Tumblr. Hösten 2020 påbörjades en lagtävling, där lag i två möter varandra för att slutligen kora ett vinnande lag. Redaktionen består av Jonathan Smeds.

### Witching Hour
Våren 2019 startades programmet Witching Hour av och med Ellinore Levinsson och Hilda Stenshäll. Det sändes fredagar intill varje fullmåne vid midnatt. Programmet lämnade Studentradion våren 2020 och finns nu som fristående podcast. 

## Musiken i Studentradion 98,9
Musiken i Studentradion är viktig och skiljer sig från traditionell reklam- och public service-radio. Musiken läggs av musikchef, ofta i samråd med andra och generellt sett kan Studentradion sägs vara mer indieinriktad och ligga ungefär en månad före traditionell radio. Nuvarande musikchef är Astrid Philipson.
Studentradion har också en stark tradition av redaktionella musikprogram såsom Mono Rock (hårdrock och heavy metal), Demo (osignad musik), Stud.Club (elektronisk dansmusik) och Release (den senaste musiken).

## Tidigare aktiva på Studentradion
- Jonas Alsgren (Reporter TV4)
- Thomas Artäng (Programledare Sveriges Radio P4 och SR Uppland)
- Uje Brandelius (Programledare Sveriges Radio P3, Sveriges Radio P4 och SVT och Doktor Kosmos)
- Christer Engqvist (Programledare P4 Extra och Telespånarna i P4)
- Stefan Eriksson (Programledare Pop nonstop och DigiListan i P3)
- Laven Fathi (Reporter P4 Västmanland)
- Alexander Gagliano (Reporter P4 Uppland)
- Magnus Gylje (SvD)
- Anders Holmberg (Programledare Studio 1 i Sveriges Radio P1)
- Pär Holmgren (Meteorolog SVT)
- Christina Johannesson (Aktuellt)
- Klara Johansson (Reporter P4 Uppland)
- Tomas Kindenberg (Redaktör Nollarton)
- Anja Kontor (SVT)
- Soraya Lavasani (TV4-nyheterna)
- Olle Lidbom (vassaeggen.se)
- Kim Nordberg (Programledare Rapport och Kulturnyheterna, SVT)
- Linda Nyberg (Programledare TV3, TV4 och SVT)
- Per Nyberg (Reporter och nyhetsankare, TV4 Uppland)
- Twiggy Pop (Doktor Kosmos)
- Mia Ridderstedt (Programledare Studio 1 i Sveriges Radio P1)
- Jonas Sandberg (Programledare TV5, SR Stockholm och Mix Megapol)
- Helena Sannemalm (Vetenskapsradion och P4 Uppland)
- Anders Spegel (Reporter SVT),
- Anna Emanuelsson (Morgonpasset i P3)
- Germund Stenhag (Musikredaktör på P3)
- Kim Holm (Reporter P4 Blekinge)
- Ulla Sandberg (Warner Music Group)